# Petrocaribe
Petrocaribe é uma aliança em matéria petroleira entre alguns países do Caribe com a Venezuela. A iniciativa por parte do Governo Bolivariano da Venezuela leva como objetivo uma aliança que consiste em que os países caribenhos comprem o petróleo venezuelano em condições de pagamento preferencial.

Esta aliança foi lançada em junho de 2005 pelo Presidente Hugo Chávez. O acordo permite que as nações do Caribe comprem até 185.000 barris de petróleo por dia.

## Criação
A organização nasceu no dia 29 de junho de 2005, na cidade de Puerto La Cruz situada no oriente venezuelano dentro do Primeiro Encontro Energético de Chefes de Estado e de Governo do Caribe sobre Petrocaribe, e acabando subscrito por 14 países o «Acordo de Cooperação Energética».

### Objetivos
Petrocaribe foi criado devido aos abusos que os navios estrangeiros realizavam com os países do Caribe com respeito à venda do petróleo, levando-o a preços excessivos. O acordo de Petrocaribe está baseado na eliminação de todos os intermediários para apenas intervir as entidades dirigidas pelos governos. 
Se busca a transformação das sociedades latino americanas e caribenhas, fazendo-as mais justas, cultas, participativas e solidárias. A ideia se concebe com a finalidade de criar um processo integral que promova a eliminação das desigualdades sociais, fomente a qualidade de vida e uma participação efetiva dos povos. 
Esta organização coordenará e articulará as políticas de energia, que não apenas inclui petróleo mas também seus derivados; gás, eletricidade, cooperação tecnológica e capacitação, desenvolver da infraestrutura energética, e o aproveitamento de fontes alternativas, tais como a energia eólica e solar.

### Formas de pagamento
Propõe-se uma escala de financiamento nas faturas petroleiras, onde se toma como referência o preço do cru. Estender-se-á um período de graça para o financiamento a largo prazo de um a dois anos e se prevê uma extensão do período de pagamento de 17 a 25 anos, reduzindo os juros a 1%, se o preço do petróleo superar os 40 dólares por barril. A curto prazo varia pagamentos de 30 a 90 dias.
Venezuela dá a opção de cancelar parte dos pagamentos com produtos, que proporcionarão ao país tais como bananas, arroz, açúcar ou qualquer outros bens e serviços que sejam utilizados no país. Deste modo, Cuba paga parte de sua fatura com serviços médicos, de educação e esportes.

## Países integrantes
O acordo de integração foi firmado no dia 7 de setembro de 2005 e seus integrantes são: Venezuela, Cuba, República Dominicana, Antigua e Barbuda, as Bahamas, Belize, Dominica, Granada, Guiana, Honduras, Jamaica, Suriname, Santa Lucía, Guatemala, São Cristóvão e Neves e São Vicente e as Granadinas.
Os únicos países que não quiseram firmar o acordo foram Barbados e Trinidad e Tobago. Por outro lado Haití não foi convidado às negociações, posto que o Governo da Venezuela não reconhecia então o seu governo. Haiti finalmente se uniu ao acordo, uma vez que o presidente eleito René Préval tomou posse do palácio em Porto Príncipe, foi na III Cimeira Petrocaribe (agosto 2007) onde também começou a fazer parte a Nicarágua, sendo atualmente 16 membros.

É compreensível que Trinidade e Tobago não firmara o acordo por ser um produtor de petróleo. Alguns críticos têm perguntado sobre Barbados, especulando que teria sucumbido à pressão dos Estados Unidos, devido a sua relação tensa com a Venezuela. Barbados por sua parte teria negado que esta seria a razão, e não havia descartado a possibilidade de juntar-se ao Petrocaribe no futuro. Barbados têm feito alusão desde então que Petrocaribe agregaria uma quantidade considerável de dívida à economia de seu país.